# ماثيو قود
ماثيو قود هو كاتب أغاني ومغن مؤلف وموسيقي ومغني كندي، ولد في 29 يونيو 1971 في برنابي في كندا.

## وصلات خارجية
- الموقع الرسمي
- ماثيو قود على موقع IMDb (الإنجليزية)
- ماثيو قود على موقع ميوزك برينز (الإنجليزية)
- ماثيو قود على موقع أول ميوزيك (الإنجليزية)
- ماثيو قود على موقع ديسكوغز (الإنجليزية)